# Берджеджи
Берджѐджи (на италиански: Bergeggi; на лигурски: Berzezi, Берзези) е морско курортно село и община в Северна Италия, провинция Савона, регион Лигурия. Разположено е на брега на Лигурско море, на лигурското Западно крайбрежие. Населението на общината е 1121 души (към 2011 г.).